# Krásná Studánka (przystanek kolejowy)
Krásná Studánka – stacja kolejowa w Krásná Studánka, części Liberca, w powiecie Liberec w kraju libereckim, w Czechach. Znajduje się na linii kolejowej 037 Liberec - Zawidów, na wysokości 380 m n.p.m.. 

## Linie kolejowe
- 037: Liberec - Zawidów